# Дюморье, Дафна
Дама Да́фна дю Морье́, леди Бра́унинг (англ. Daphne du Maurier, Lady Browning; 13 мая 1907, Лондон — 19 апреля 1989, Корнуолл) — английская писательница и биограф, писавшая в жанре психологического триллера. Творчество Дю Морье известно в первую очередь такими произведениями, как роман «Ребекка» и рассказ «Птицы», экранизированные Альфредом Хичкоком. Писательница являлась членом Королевского литературного общества с 1952 года, в 1977 году была награждена «Американской премией за мастерство в детективной литературе».
Возведена в чин дамы-командора ордена Британской империи. В 1938 году получила Национальную книжную премию США (англ. National Book Award).
Дафна дю Морье является одной из наиболее известных британских писательниц XX века. Большинство её произведений легли в основу кинофильмов, а роман «Ребекка» был экранизирован 11 раз. Известность Дафне дю Морье принесло не только творчество. Её жизненный путь, непростые, а иногда и скандальные отношения с близкими и друзьями, нашли своё отражение в прессе. После смерти писательницы телекомпанией BBC был снят биографический фильм «Дафна» (англ. Daphne, 2007), вызвавший неоднозначную реакцию у публики и получивший крайне негативную оценку со стороны семьи Дю Морье.

## Биография

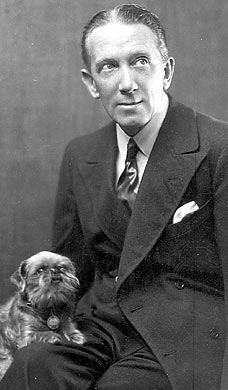
Отец Дафны, сэр Джеральд дю Морье

### Семья
Дафна родилась 13 мая 1907 года в семье актёров Джеральда дю Морье и Мюриэл Бомонт, её дедом был известный карикатурист и писатель Джордж Дюморье. Дафна — вторая из трёх дочерей в семье. Её старшая сестра, Анжела дю Морье (1904—2002), также стала писательницей. Младшая сестра, Жанна дю Морье (1911—1997), стала художником-живописцем. Двоюродные братья Дафны по отцу принадлежали к знаменитой семье Ллуэлин-Дэвис, больше известные как «Дэвис Бойз». Именно они стали прообразами героев повести близкого друга семьи Д. М. Барри о Питере Пене.

### Ранние годы жизни
Дафна, как и её сёстры, обучалась на дому, у неё была гувернантка по имени Мод Уоделл (англ. Maud Waddell). Она служила для юной Дафны образцом для подражания, поскольку отношения с родной матерью были достаточно прохладными. Дафна обладала живым и богатым воображением, в своих фантазиях она придумала себе мужское alter ego, которое позже назвала «мальчик из табакерки» (англ. the boy in the box). Согласно этому образу, Дафна одевалась в мальчиковую одежду.
Дафна с детства много читала, её любимыми писателями были Вальтер Скотт, Теккерей, сёстры Бронте и Оскар Уайльд. Среди других авторов, оказавших на творчество Дафны определённое влияние, были Кэтрин Мэнсфилд, Ги де Мопассан и Сомерсет Моэм. Результатом первых литературных опытов Дафны дю Морье стало появление сборника из 15 рассказов под общим названием «The Seekers» («Жаждущие»). Дафне тогда было восемнадцать лет.
В начале 1925 года дю Морье уехала из Англии на учёбу во Францию, где посещала школу в небольшом городке Компосена, недалеко от Парижа. Жизнь там была практически спартанской: комнаты не отапливались, не было горячей воды. Но эти неудобства перекрывались близостью Парижа, что позволило Дафне часто ездить в столицу, посещать Лувр, Опера́ и иные достопримечательности.
В 1926 году семья дю Морье отправилась в отпуск в Корнуолл, в небольшой прибрежный город Фоуи. Дафна наслаждалась временем, проведённым на отдыхе, и впоследствии пронесла любовь к Корнуоллу через всю жизнь.
После окончания школы Дафна стала искать применение своим талантам. Она мечтала о независимости, в том числе финансовой. В автобиографии «Daphne du Maurier: Myself When Young» она так писала об этом времени:
«Ничего не выйдет. Я должна зарабатывать деньги и быть независимой, но как мне заработать достаточно? Даже если мои рассказы будут опубликованы, они принесут немного денег… В кино я не пойду, это станет напрасным рабством, и у меня не останется времени ни на что иное».
Оригинальный текст (англ.)It’s no use. I must make money and be independent, but how can I ever make enough? Even if my stories are published they can only bring in a very little…. I won’t go on the films, that would merely be slaving to no purpose, for I should never have time for anything else

### Брак и последние годы жизни

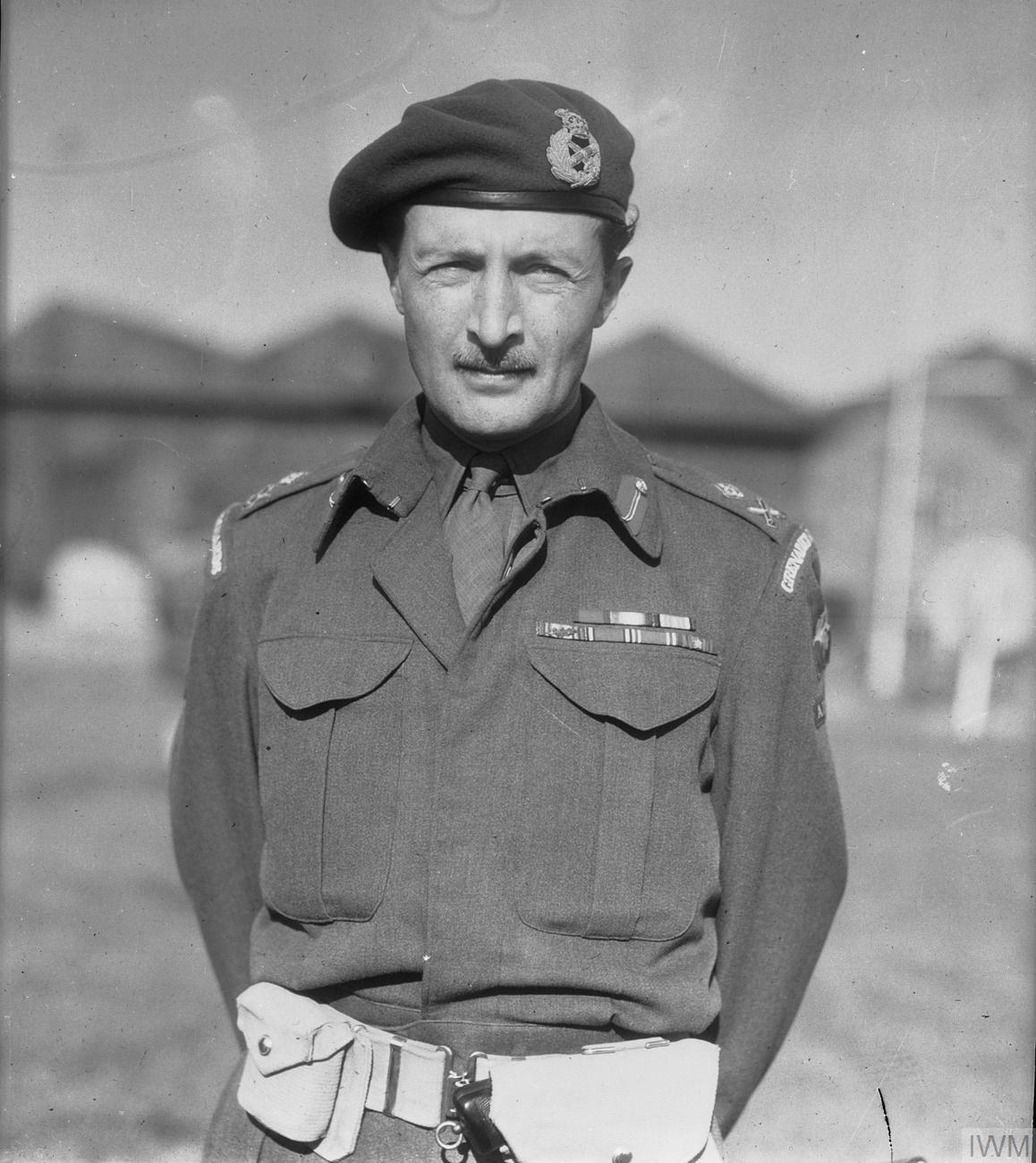
Сэр Фредерик Браунинг, муж Дафны

В 1931 году Дафна дю Морье публикует свой первый роман «Дух любви». Успех книги дал девушке возможность обрести финансовую независимость от семьи. Этот роман сыграл огромную роль в жизни писательницы. Есть свидетельства, согласно которым именно благодаря этому роману Дафна познакомилась со своим будущим мужем. В многочисленных путеводителях и брошюрах о Корнуолле рассказывается история о том, что первый роман дю Морье очень понравился молодому майору Браунингу, и он отправился в Фоуи, чтобы познакомиться с автором. Их встреча оказалась судьбоносной.
В июле 1932 года Дафна дю Морье вышла замуж за молодого военного, а позднее генерал-лейтенанта сэра Фредерика Браунинга. Свадьба проходила в Церкви Лантеглос в любимом городке Дафны. У пары родилось трое детей, дочери Тесса и Флафия и сын Кристиан. По политическим воззрениям Дафна была убежденной роялисткой, а её муж долгие годы состоял на службе в Букингемском дворце в должности ревизора и казначея королевской семьи. Писательница овдовела в 1965 году. Вскоре после смерти мужа Дафна переехала в Килмарт, ставший её домом до конца жизни. Этот дом описан в романе «Дом на берегу» и является одной из достопримечательностей Корнуолла.
Несмотря на замужество и рождение троих детей, Дафна дю Морье вела весьма запутанную сексуальную жизнь, которая после её смерти обросла слухами и сплетнями. Известно о двух романах Дафны с женщинами: американской светской львицей Эллен Даблдэй (Ellen Doubleday) и британской актрисой Гертрудой Лоуренс. Специально для Гертруды в 1948 году Дафна дю Морье написала пьесу «Сентябрьский прилив». Во время постановки спектакля у Дафны и Гертруды начался роман, об интимных подробностях которого стало известно из любовных писем, которыми обменивались женщины, и которые позднее легли в основу биографической книги Маргарет Фостер «Дафна». Эллен Даблдэй приходилась женой американскому издателю Дафны дю Морье — Артуру Даблдэю. Любовная связь с Эллен вдохновила Дафну на написание в 1951 году ещё одного знаменитого произведения — романа «Моя кузина Рэйчел».
Однако самой большой страстью Дафны дю Морье, любовью всей её жизни был Корнуолл. Практически все деньги, получаемые от публикации книг, она тратила на реставрацию особняка XVII века Menabilly в городе Фоуи, который арендовала в течение 20 лет. Этот дом стал прообразом поместья Мендерли, где разворачиваются события романа «Ребекка». Небольшой коттедж в центре Фоуи, в котором жила Дафна дю Морье, а позднее её сестра Анжела, теперь принадлежит семье сына дю Морье — Кристиану «Китсу» Браунингу.
В 1969 году Дафна дю Морье была возведена в ранг дамы-командора ордена Британской империи (англ. DBE). Она хотела проигнорировать церемонию инвеституры, сославшись на болезнь, но её дети, узнав о торжестве из газет, уговорили мать пойти, чтобы подать пример старшим внукам. Тем не менее, сразу после церемонии Дафна покинула дворец во избежание общения с прессой.
Дафна дю Морье умерла в своём доме в Корнуолле 19 апреля 1989 года в возрасте 81 года. На смерть писательницы отозвалась вся прогрессивная пресса мира. В частности, лондонская Times опубликовала некролог, где назвала Дафну дю Морье «одной из самых знаменитых писательниц англоговорящего мира». В соответствии с завещанием тело писательницы кремировали, а прах развеяли на скалах недалеко от её дома.

### Обсуждение личности
К столетию со дня рождения писательницы телерадиокомпания BBC сняла биографический фильм «Дафна», основанный на самой знаменитой биографии Дафны дю Морье, написанной Маргарет Фостер. Документальный фильм вызвал шквал протестов в английском обществе и в среде друзей и родственников писательницы. По утверждению британской газеты The Independent, большое недовольство вызвал фильм и у автора биографии, Маргарет Фостер. Из фильма вырезали интервью дочерей Дафны — леди Тессы Монтгомери и Флавии Ленг. По их заявлению, документальному фильму, в котором нет интервью дочерей, не может быть никакого доверия. В этой же статье приведены слова Майкла Торнтона, писателя и близкого друга семьи, который утверждал, что «Для Дафны Герти была экзотической орхидеей, самой яркой и экстравагантной актрисой столетия», и в продолжении сказал, что Гертруда Лоуренс «была самой ориентированной на мужчин актрисой, и это даже граничило с нимфоманией. Смешно даже и говорить о том, что она была лесбиянкой». В интервью газете Telegraph Кристиан «Китс» Браунинг охарактеризовал фильм как однобокий. Он признался, что никогда не мог понять навязчивых идей о лесбийской любви, что для его матери история с Герти была не более чем забавным эпизодом, а в конце жизни она вообще комментировала это так: «Всё это было такой глупостью насчёт Герти».
Автором ещё одной биографии дю Морье стал Мартин Шеллкросс, друг писательницы, которому на протяжении многих лет она доверяла интимные секреты своей личной жизни. В 1991 году он написал книгу «Тайный мир Дафны дю Морье».
Дафна дю Морье не любила давать интервью, а в последние годы вела уединенный образ жизни. О публичности она однажды высказалась следующим образом: «Писателей должны читать, а не слышать или видеть».
Основное литературное наследие Дафны дю Морье, включающее черновики, дневники, письма, материалы литературного творчества её сестры Анджелы, архив бумаг отца и деда, хранится в библиотеке Эксетерского университета.

### Генеалогическое древо Дафны дю Морье
Ниже приведено генеалогическое древо Дафны дю Морье
|                    |                    |                    |                    |                     |                     |                     |                     |                      |                      |                      |                      |                                 |                                 |                                 |                                 |                                  |                                  |                                  |                                  |                                  |                                  |                             |                             | Мэри Энн Кларк (1776—1852)       |                                  |                                  |                                  |                                  |                                  |                          |                          |                               |                               |                               |                               |                                   |                                   |                                   |                                   |                                   |                                   |                           |                           |                           |                           |                   |                   |                   |                   |                  |                  |                   |                   |                   |                   |                    |                    |                    |                    |                    |                    |
|                    |                    |                    |                    |                     |                     |                     |                     |                      |                      |                      |                      |                                 |                                 |                                 |                                 |                                  |                                  |                                  |                                  |                                  |                                  |                             |                             |                                  |                                  |                                  |                                  |                                  |                                  |                          |                          |                               |                               |                               |                               |                                   |                                   |                                   |                                   |                                   |                                   |                           |                           |                           |                           |                   |                   |                   |                   |                  |                  |                   |                   |                   |                   |                    |                    |                    |                    |                    |                    |
|                    |                    |                    |                    |                     |                     |                     |                     |                      |                      |                      |                      |                                 |                                 |                                 |                                 | Луи-Матюрен дю Морье (1797—1856) | Луи-Матюрен дю Морье (1797—1856) | Луи-Матюрен дю Морье (1797—1856) | Луи-Матюрен дю Морье (1797—1856) | Луи-Матюрен дю Морье (1797—1856) | Луи-Матюрен дю Морье (1797—1856) |                             |                             | Эллен Джоселин Кларк (1797—1870) | Эллен Джоселин Кларк (1797—1870) | Эллен Джоселин Кларк (1797—1870) | Эллен Джоселин Кларк (1797—1870) | Эллен Джоселин Кларк (1797—1870) | Эллен Джоселин Кларк (1797—1870) |                          |                          |                               |                               |                               |                               |                                   |                                   |                                   |                                   |                                   |                                   |                           |                           |                           |                           |                   |                   |                   |                   |                  |                  |                   |                   |                   |                   |                    |                    |                    |                    |                    |                    |
|                    |                    |                    |                    |                     |                     |                     |                     |                      |                      |                      |                      |                                 |                                 |                                 |                                 | Луи-Матюрен дю Морье (1797—1856) | Луи-Матюрен дю Морье (1797—1856) | Луи-Матюрен дю Морье (1797—1856) | Луи-Матюрен дю Морье (1797—1856) | Луи-Матюрен дю Морье (1797—1856) | Луи-Матюрен дю Морье (1797—1856) |                             |                             | Эллен Джоселин Кларк (1797—1870) | Эллен Джоселин Кларк (1797—1870) | Эллен Джоселин Кларк (1797—1870) | Эллен Джоселин Кларк (1797—1870) | Эллен Джоселин Кларк (1797—1870) | Эллен Джоселин Кларк (1797—1870) |                          |                          |                               |                               |                               |                               |                                   |                                   |                                   |                                   |                                   |                                   |                           |                           |                           |                           |                   |                   |                   |                   |                  |                  |                   |                   |                   |                   |                    |                    |                    |                    |                    |                    |
|                    |                    |                    |                    |                     |                     |                     |                     |                      |                      |                      |                      |                                 |                                 |                                 |                                 |                                  |                                  |                                  |                                  |                                  |                                  |                             |                             |                                  |                                  |                                  |                                  |                                  |                                  |                          |                          |                               |                               |                               |                               |                                   |                                   |                                   |                                   |                                   |                                   |                           |                           |                           |                           |                   |                   |                   |                   |                  |                  |                   |                   |                   |                   |                    |                    |                    |                    |                    |                    |
|                    |                    |                    |                    |                     |                     |                     |                     |                      |                      |                      |                      |                                 |                                 |                                 |                                 |                                  |                                  |                                  |                                  | Джордж дю Морье (1834—1896)      | Джордж дю Морье (1834—1896)      | Джордж дю Морье (1834—1896) | Джордж дю Морье (1834—1896) | Джордж дю Морье (1834—1896)      | Джордж дю Морье (1834—1896)      |                                  |                                  | Эмма Уайтвик (1841—1915)         | Эмма Уайтвик (1841—1915)         | Эмма Уайтвик (1841—1915) | Эмма Уайтвик (1841—1915) | Эмма Уайтвик (1841—1915)      | Эмма Уайтвик (1841—1915)      |                               |                               |                                   |                                   |                                   |                                   |                                   |                                   |                           |                           |                           |                           |                   |                   |                   |                   |                  |                  |                   |                   |                   |                   |                    |                    |                    |                    |                    |                    |
|                    |                    |                    |                    |                     |                     |                     |                     |                      |                      |                      |                      |                                 |                                 |                                 |                                 |                                  |                                  |                                  |                                  | Джордж дю Морье (1834—1896)      | Джордж дю Морье (1834—1896)      | Джордж дю Морье (1834—1896) | Джордж дю Морье (1834—1896) | Джордж дю Морье (1834—1896)      | Джордж дю Морье (1834—1896)      |                                  |                                  | Эмма Уайтвик (1841—1915)         | Эмма Уайтвик (1841—1915)         | Эмма Уайтвик (1841—1915) | Эмма Уайтвик (1841—1915) | Эмма Уайтвик (1841—1915)      | Эмма Уайтвик (1841—1915)      |                               |                               |                                   |                                   |                                   |                                   |                                   |                                   |                           |                           |                           |                           |                   |                   |                   |                   |                  |                  |                   |                   |                   |                   |                    |                    |                    |                    |                    |                    |
|                    |                    |                    |                    |                     |                     |                     |                     |                      |                      |                      |                      |                                 |                                 |                                 |                                 |                                  |                                  |                                  |                                  |                                  |                                  |                             |                             |                                  |                                  |                                  |                                  |                                  |                                  |                          |                          |                               |                               |                               |                               |                                   |                                   |                                   |                                   |                                   |                                   |                           |                           |                           |                           |                   |                   |                   |                   |                  |                  |                   |                   |                   |                   |                    |                    |                    |                    |                    |                    |
|                    |                    |                    |                    |                     |                     |                     |                     |                      |                      |                      |                      |                                 |                                 |                                 |                                 |                                  |                                  |                                  |                                  |                                  |                                  |                             |                             |                                  |                                  |                                  |                                  |                                  |                                  |                          |                          |                               |                               |                               |                               |                                   |                                   |                                   |                                   |                                   |                                   |                           |                           |                           |                           |                   |                   |                   |                   |                  |                  |                   |                   |                   |                   |                    |                    |                    |                    |                    |                    |
| Чарльз Миллер      | Чарльз Миллер      | Чарльз Миллер      | Чарльз Миллер      | Чарльз Миллер       | Чарльз Миллер       |                     |                     | Беатрикс (1864—1913) | Беатрикс (1864—1913) | Беатрикс (1864—1913) | Беатрикс (1864—1913) | Беатрикс (1864—1913)            | Беатрикс (1864—1913)            |                                 |                                 | Гай (1865—1915)                  | Гай (1865—1915)                  | Гай (1865—1915)                  | Гай (1865—1915)                  | Гай (1865—1915)                  | Гай (1865—1915)                  |                             |                             | Мэй (1868—1925)                  | Мэй (1868—1925)                  | Мэй (1868—1925)                  | Мэй (1868—1925)                  | Мэй (1868—1925)                  | Мэй (1868—1925)                  |                          |                          | Джеральд дю Морье (1873—1934) | Джеральд дю Морье (1873—1934) | Джеральд дю Морье (1873—1934) | Джеральд дю Морье (1873—1934) | Джеральд дю Морье (1873—1934)     | Джеральд дю Морье (1873—1934)     |                                   |                                   | Мюриел Бомонт (1877—1957)         | Мюриел Бомонт (1877—1957)         | Мюриел Бомонт (1877—1957) | Мюриел Бомонт (1877—1957) | Мюриел Бомонт (1877—1957) | Мюриел Бомонт (1877—1957) |                   |                   |                   |                   |                  |                  |                   |                   |                   |                   |                    |                    |                    |                    |                    |                    |
| Чарльз Миллер      | Чарльз Миллер      | Чарльз Миллер      | Чарльз Миллер      | Чарльз Миллер       | Чарльз Миллер       |                     |                     | Беатрикс (1864—1913) | Беатрикс (1864—1913) | Беатрикс (1864—1913) | Беатрикс (1864—1913) | Беатрикс (1864—1913)            | Беатрикс (1864—1913)            |                                 |                                 | Гай (1865—1915)                  | Гай (1865—1915)                  | Гай (1865—1915)                  | Гай (1865—1915)                  | Гай (1865—1915)                  | Гай (1865—1915)                  |                             |                             | Мэй (1868—1925)                  | Мэй (1868—1925)                  | Мэй (1868—1925)                  | Мэй (1868—1925)                  | Мэй (1868—1925)                  | Мэй (1868—1925)                  |                          |                          | Джеральд дю Морье (1873—1934) | Джеральд дю Морье (1873—1934) | Джеральд дю Морье (1873—1934) | Джеральд дю Морье (1873—1934) | Джеральд дю Морье (1873—1934)     | Джеральд дю Морье (1873—1934)     |                                   |                                   | Мюриел Бомонт (1877—1957)         | Мюриел Бомонт (1877—1957)         | Мюриел Бомонт (1877—1957) | Мюриел Бомонт (1877—1957) | Мюриел Бомонт (1877—1957) | Мюриел Бомонт (1877—1957) |                   |                   |                   |                   |                  |                  |                   |                   |                   |                   |                    |                    |                    |                    |                    |                    |
|                    |                    |                    |                    |                     |                     |                     |                     |                      |                      |                      |                      |                                 |                                 |                                 |                                 |                                  |                                  |                                  |                                  |                                  |                                  |                             |                             |                                  |                                  |                                  |                                  |                                  |                                  |                          |                          |                               |                               |                               |                               |                                   |                                   |                                   |                                   |                                   |                                   |                           |                           |                           |                           |                   |                   |                   |                   |                  |                  |                   |                   |                   |                   |                    |                    |                    |                    |                    |                    |
|                    |                    |                    |                    |                     |                     |                     |                     |                      |                      |                      |                      |                                 |                                 |                                 |                                 |                                  |                                  |                                  |                                  |                                  |                                  |                             |                             |                                  |                                  |                                  |                                  |                                  |                                  |                          |                          |                               |                               |                               |                               |                                   |                                   |                                   |                                   |                                   |                                   |                           |                           |                           |                           |                   |                   |                   |                   |                  |                  |                   |                   |                   |                   |                    |                    |                    |                    |                    |                    |
|                    |                    |                    |                    | Джеффри (1884—1945) | Джеффри (1884—1945) | Джеффри (1884—1945) | Джеффри (1884—1945) | Джеффри (1884—1945)  | Джеффри (1884—1945)  |                      |                      | Артур Ллуэлин-Дэвис (1863—1907) | Артур Ллуэлин-Дэвис (1863—1907) | Артур Ллуэлин-Дэвис (1863—1907) | Артур Ллуэлин-Дэвис (1863—1907) | Артур Ллуэлин-Дэвис (1863—1907)  | Артур Ллуэлин-Дэвис (1863—1907)  |                                  |                                  | Сильвия (1866—1910)              | Сильвия (1866—1910)              | Сильвия (1866—1910)         | Сильвия (1866—1910)         | Сильвия (1866—1910)              | Сильвия (1866—1910)              |                                  |                                  | Анджела (1904—2002)              | Анджела (1904—2002)              | Анджела (1904—2002)      | Анджела (1904—2002)      | Анджела (1904—2002)           | Анджела (1904—2002)           |                               |                               | сэр Фредерик Браунинг (1896—1965) | сэр Фредерик Браунинг (1896—1965) | сэр Фредерик Браунинг (1896—1965) | сэр Фредерик Браунинг (1896—1965) | сэр Фредерик Браунинг (1896—1965) | сэр Фредерик Браунинг (1896—1965) |                           |                           | ДАФНА (1907—1989)         | ДАФНА (1907—1989)         | ДАФНА (1907—1989) | ДАФНА (1907—1989) | ДАФНА (1907—1989) | ДАФНА (1907—1989) |                  |                  | Жанна (1911—1997) | Жанна (1911—1997) | Жанна (1911—1997) | Жанна (1911—1997) | Жанна (1911—1997)  | Жанна (1911—1997)  |                    |                    |                    |                    |
|                    |                    |                    |                    | Джеффри (1884—1945) | Джеффри (1884—1945) | Джеффри (1884—1945) | Джеффри (1884—1945) | Джеффри (1884—1945)  | Джеффри (1884—1945)  |                      |                      | Артур Ллуэлин-Дэвис (1863—1907) | Артур Ллуэлин-Дэвис (1863—1907) | Артур Ллуэлин-Дэвис (1863—1907) | Артур Ллуэлин-Дэвис (1863—1907) | Артур Ллуэлин-Дэвис (1863—1907)  | Артур Ллуэлин-Дэвис (1863—1907)  |                                  |                                  | Сильвия (1866—1910)              | Сильвия (1866—1910)              | Сильвия (1866—1910)         | Сильвия (1866—1910)         | Сильвия (1866—1910)              | Сильвия (1866—1910)              |                                  |                                  | Анджела (1904—2002)              | Анджела (1904—2002)              | Анджела (1904—2002)      | Анджела (1904—2002)      | Анджела (1904—2002)           | Анджела (1904—2002)           |                               |                               | сэр Фредерик Браунинг (1896—1965) | сэр Фредерик Браунинг (1896—1965) | сэр Фредерик Браунинг (1896—1965) | сэр Фредерик Браунинг (1896—1965) | сэр Фредерик Браунинг (1896—1965) | сэр Фредерик Браунинг (1896—1965) |                           |                           | ДАФНА (1907—1989)         | ДАФНА (1907—1989)         | ДАФНА (1907—1989) | ДАФНА (1907—1989) | ДАФНА (1907—1989) | ДАФНА (1907—1989) |                  |                  | Жанна (1911—1997) | Жанна (1911—1997) | Жанна (1911—1997) | Жанна (1911—1997) | Жанна (1911—1997)  | Жанна (1911—1997)  |                    |                    |                    |                    |
|                    |                    |                    |                    |                     |                     |                     |                     |                      |                      |                      |                      |                                 |                                 |                                 |                                 |                                  |                                  |                                  |                                  |                                  |                                  |                             |                             |                                  |                                  |                                  |                                  |                                  |                                  |                          |                          |                               |                               |                               |                               |                                   |                                   |                                   |                                   |                                   |                                   |                           |                           |                           |                           |                   |                   |                   |                   |                  |                  |                   |                   |                   |                   |                    |                    |                    |                    |                    |                    |
|                    |                    |                    |                    |                     |                     |                     |                     |                      |                      |                      |                      |                                 |                                 |                                 |                                 |                                  |                                  |                                  |                                  |                                  |                                  |                             |                             |                                  |                                  |                                  |                                  |                                  |                                  |                          |                          |                               |                               |                               |                               |                                   |                                   |                                   |                                   |                                   |                                   |                           |                           |                           |                           |                   |                   |                   |                   |                  |                  |                   |                   |                   |                   |                    |                    |                    |                    |                    |                    |
| Джордж (1893—1915) | Джордж (1893—1915) | Джордж (1893—1915) | Джордж (1893—1915) | Джордж (1893—1915)  | Джордж (1893—1915)  |                     |                     | Джек (1894—1959)     | Джек (1894—1959)     | Джек (1894—1959)     | Джек (1894—1959)     | Джек (1894—1959)                | Джек (1894—1959)                |                                 |                                 | Питер (1897—1960)                | Питер (1897—1960)                | Питер (1897—1960)                | Питер (1897—1960)                | Питер (1897—1960)                | Питер (1897—1960)                |                             |                             | Майкл (1900—1921)                | Майкл (1900—1921)                | Майкл (1900—1921)                | Майкл (1900—1921)                | Майкл (1900—1921)                | Майкл (1900—1921)                |                          |                          | Нико (1903—1980)              | Нико (1903—1980)              | Нико (1903—1980)              | Нико (1903—1980)              | Нико (1903—1980)                  | Нико (1903—1980)                  |                                   |                                   | Тесса (р. 1933)                   | Тесса (р. 1933)                   | Тесса (р. 1933)           | Тесса (р. 1933)           | Тесса (р. 1933)           | Тесса (р. 1933)           |                   |                   | Флавия (р. 1937)  | Флавия (р. 1937)  | Флавия (р. 1937) | Флавия (р. 1937) | Флавия (р. 1937)  | Флавия (р. 1937)  |                   |                   | Кристиан (р. 1940) | Кристиан (р. 1940) | Кристиан (р. 1940) | Кристиан (р. 1940) | Кристиан (р. 1940) | Кристиан (р. 1940) |

## Творчество
Большинство произведений Дафны дю Морье написано в жанре психологического триллера. Ввиду необычности построения сюжетной линии издательства и книжные магазины нередко неправильно интерпретируют жанр её романов. Так, некоторые остросюжетные романы выходили в серии «Любовные романы» или «Литература для милых дам». В частности, роман «Ребекка» описывался как мелодрама и любовный роман в лучших традициях. Несмотря на имеющуюся в романах Дафны дю Морье любовную составляющую, их нельзя назвать любовной прозой в общепринятом смысле. Дафну дю Морье часто называют продолжателем традиций готической литературы, начатых такими именитыми писателями, как Шарлотта Бронте, Мэри Шелли, и подхваченных Уилки Коллинзом и Брэмом Стокером. Готическая проза Дафны дю Морье играет на общечеловеческом страхе перед сумасшествием, одиночеством, неизвестностью и клаустрофобией. Её литературное творчество оказало влияние на таких писателей как Стивен Кинг и Стефани Майер. Сама писательница была поклонницей творчества сестёр Бронте и их брата, чьё творчество считала недооцененным.
Дю Морье рано начала литературную карьеру: её первый роман «Дух любви» опубликован в 1931 году. Название книги она позаимствовала из строк поэмы Эмили Бронте «Вопросы к самой себе». Роман представляет собой сагу о четырёх поколениях одной корнуолльской семьи, владеющей верфью. История семьи прослеживается на протяжении ста лет, с 1830-х до 1930-х годов. В автобиографическом романе «Записки Ребекки», написанном в 1980 году, есть глава «Я верю в это» (англ. This I Believe), в которой писательница рассказывает о своих личных и религиозных верованиях. Она утверждает, что верит в духовную связь поколений, и именно об этом её роман «Дух любви» — о духе Джанет Кумбе, который затрагивает членов её семьи на протяжении нескольких последующих поколений.
В 1936 году последовал «Трактир „Ямайка“» о контрабандистах. Работа над романом началась в 1935 году. Вдохновением к написанию романа послужили детские воспоминания писательницы о прочтении приключенческих романов, в частности романа Роберта Льюиса Стивенсона «Остров сокровищ». Импульсом к началу работы также послужили события поездки Дафны дю Морье и её подруги Фой Квиллер-Куч по Бодмин-Мур, где они заблудились, катаясь на лошадях в плохую погоду. К гостинице «Jamaica Inn», в которой они жили, их вывели лошади. В одном из номеров этой гостиницы до сих пор действует своего рода мемориальный музей Дафны дю Морье. В номере хранятся различные памятные вещи, в том числе упаковка любимых леденцов писательницы.

### «Ребекка»
Мировую известность писательнице принёс роман «Ребекка», написанный в 1938 году. В основу романа лёг достаточно тривиальный сюжет, но книгу ждал успех. Роман стал классикой современной литературы, оказав заметное влияние на культуру XX века. В частности, он был неоднократно экранизирован, адаптирован для театральной постановки, мюзикла, к роману написано несколько продолжений, и он лёг в основу учебной программы по изучению английской литературы и словесности в США. Роман переведён на многие языки мира и постоянно переиздаётся. По мнению критика журнала Strand Magazine Чарльза Силета, роман начинается с одной из самых знаменитых фраз в современной английской литературе: «Прошлой ночью мне снилось, что я вернулась в Мэндерли».
Идея написания романа пришла к Дафне вскоре после замужества. Томми, так Дафна дю Морье называла своего мужа, был раньше помолвлен с темноволосой гламурной девушкой Джен Рикардо. По утверждению британской газеты The Telegraph, Дафна дю Морье подозревала, что Рикардо продолжала привлекать Томми. Так завязалась фабула для нового романа. Дафна получила от издательства «Голланц» аванс в размере 1000 фунтов стерлингов на написание романа и принялась за работу. Через некоторое время она направила издателю письмо с извинениями за задержку. Первый черновик романа писательница выбросила. Летом 1937 года Дафна дю Морье сопровождала мужа в поездке в Александрию. По возвращении из Египта в декабре того же года Дафна провела Рождество отдельно от дочерей (четырёхлетней Тессы и трёхмесячной Флавии), составила план «Ребекки», а уже через четыре месяца рукопись была готова.
Первый издатель романа Виктор Голланц прочёл рукопись и сразу предрёк роману успех. По его мнению, это была «утончённая история любви», и именно в этом ключе он построил рекламную кампанию. По ходу подготовки публикации единственным несогласным голосом был голос самой Дафны дю Морье, которая считала, что роман слишком мрачный, чтобы завоевать успех у публики.
История девушки, столкнувшейся с призраком другой женщины из прошлого своего мужа, не раз становилась основой сюжета популярных книг. Роман Дафны дю Морье часто сравнивают с романом Шарлотты Бронте «Джейн Эйр»: та же история любви между молодой женщиной и мужчиной старше её, сгорание имения дотла, а также тайна, окружающая историю предыдущей жены.
Роман «Ребекка» вошёл в список «100 самых лучших детективных романов XX века по версии Независимой британской ассоциации торговцев детективной литературы».

#### Обвинения в плагиате
Вскоре после публикации романа «Ребекка» в Бразилии критик Альваро Линс и многие читатели отметили большое сходство между книгой Дафны дю Морье и бразильской писательницы Каролины Набуко (порт. Carolina Nabuco). В основе романа Набуко «Наследница» (порт. A sucessora) лежит схожий сюжет, включая молодую женщину, выходящую замуж за вдовца, а также странное присутствие предыдущей жены — сюжетная линия, также использованная намного раньше в романе «Джейн Эйр». Нина Ауэрбах в своей книге «Дафна дю Морье — Заколдованная Наследница» утверждает, что дю Морье могла прочесть бразильскую книгу, когда первая рукопись была направлена в Англию для публикации, а потом написала на её основе свой бестселлер. Дафна дю Морье отвергла всякие обвинения в плагиате и копировании книги бразильской писательницы, так же поступил и её издатель, заявив, что сюжет «Ребекки» довольно расхожий.

#### Продолжение романа
Крис Симмонс, автор статьи «Леди из Килмарта», основанной на интервью 1977 года, утверждает, что однажды к Дафне дю Морье обратился некий американский писатель (писательница), попросивший разрешение написать продолжение её романа «Французова Бухта». Дю Морье незамедлительно телеграфировала ответ, в котором выражала отказ. Она была категорически против создания сиквелов произведений других писателей, особенно ныне живущих. Такая категоричность со стороны Дафны, тем не менее, не помешала её наследникам дать разрешение американской писательнице Салли Бауманн на создание сиквела романа «Ребекка». Книга вышла в 2001 году под названием «История Ребекки» (англ. Rebecca's Tale). До этой книги, в 1993 году издательством был опубликован роман «Миссис Де Винтер. Продолжение романа Дафны дю Морье „Ребекка“» английской писательницы Сьюзан Хилл.
Самая известная экранизация романа «Ребекка» создана в 1940 году Альфредом Хичкоком. В 1941 году фильм награждён двумя премиями «Оскар», в том числе в номинации лучший фильм. В 2000 году роман получил Премию Энтони и был назван лучшим романом столетия.
Творческое содружество дю Морье и Хичкока началось с фильма «Трактир „Ямайка“» 1939 года. Однако настоящим триумфом тандема стала одна из самых знаменитых картин режиссёра — фильм «Птицы», снятый по мотивам одноименного рассказа писательницы.

### «Птицы»
Экранизация Хичкоком знаменитого рассказа писательницы не понравилась ей. Дафна дю Морье посчитала сюжетные расхождения между её рассказом и фильмом неоправданными. Однако по мнению критиков, более развернутая сюжетная линия была добавлена Альфредом Хичкоком в связи с тем, что рассказ Дафны сам по себе был слишком коротким для адаптации под сценарий полнометражного фильма. Для работы над сценарием фильма Хичкок привлёк Эвана Хантера. По словам Хантера Хичкок сказал ему: «выбрасываем всё, кроме названия и сюжета с птицами, атакующими людей».
Идея рассказа пришла к Дафне дю Морье на прогулке недалеко от фермы Менабилли Бартон. Она наблюдала сцену работы фермера на пашне, в то время как над ним кружили и пикировали чайки. Она додумала сюжетную линию, в которой птицы становятся враждебными и атакуют фермера. В её рассказе птицы стали агрессивными после суровой и голодной зимы — сначала чайки, затем хищные, а под конец и небольшие птицы — все ополчились против человечества. Это история о том, как человек, воспринимая естественный порядок вещей как должное, вдруг сталкивается с необъяснимым феноменом — неожиданной агрессией со стороны птиц. Главный герой рассказа также не может избежать печальной участи: он запирается в доме, баррикадирует двери и прислушивается к тому, как птицы прорываются в дом сквозь окна.

В «Птицах» у человека нет шансов на спасение. Природа как бы дирижирует атаками пернатых самоубийц, подчиняя их ярость приливам, неотвратимым и вечным. Последние строки полны жуткой безысходности. О ней не говорят ни герои, ни автор, но она чувствуется в каждом слове, каждой мысли Ната Хокена, в том, как он закуривает последнюю сигарету, в том, как молчит включённый радиоприёмник… — С. Бережной
Рассказ первоначально был включён в сборник «Яблоня» 1952 года, а в США был опубликован под названием «Поцелуй меня вновь, незнакомец» в 1953 году. В сборник с одноимённым названием, «Птицы и другие рассказы», он вошёл в 1963 году. К этому времени Дафна дю Морье уже считалась успешным автором. В своей статье для альманаха Британские Писатели (англ. British Writers) Нина Ауэрбах отметила, что критики не особо ценили творчество Дафны, считая её книги «слишком легко написанными, чтобы называться литературой», однако рассказ «Птицы» был высоко оценен как критиками, так и публикой.
Оба произведения, рассказ и его экранизация, рассматриваются критиками неразрывно друг от друга. Помимо этой самой известной экранизации, однако, была ещё театральная постановка, которая по мнению критиков значительно проигрывает оригинальному литературному произведению. Так, театральный критик Лин Гарднер считает, что в спектакле не хватает мистики, художественности и напряжения. И с самого начала спектакль балансирует на грани между комедией и мелодрамой.

### Драматургия
Дафна дю Морье написала три пьесы. Первой пьесой стала успешная адаптация романа «Ребекка». Премьера спектакля состоялась 5 марта 1940 года на сцене Queen’s Theatre в Лондоне. В спектакле были заняты знаменитые британские актёры Селия Джонсон, Маргарет Рутерфорд и Оуэн Нэарс.
Второй значительной работой писательницы на поприще драматургии стала пьеса «The Years Between» о неожиданном возвращении с войны полковника, который обнаруживает, что его место в парламенте занято его женой, а место в супружеской постели — соседским фермером. Спектакль был впервые поставлен в 1944 году на сцене Manchester Opera House, но 10 января 1945 года состоялась большая премьера в Лондоне на сцене Wyndham’s Theatre. Спектакль имел большой успех и ставился 617 раз. Пьеса была опубликована в 1945 году издательством Голланц и посвящалась автором её отцу, Джеральду дю Морье. Пьеса ставится на сцене и сейчас. Как отмечает театральный критик Филипп Фишер, использовав достаточно расхожий сюжет о муже, возвращающемся в дом, где его уже не ждут, Дафне дю Морье удалось избежать клише. По мнению критика, несмотря на то, что спектакль и пьеса талантливы, есть одна неразрешимая проблема — мода за прошедшие шестьдесят лет сильно изменилась, а тема вышла из моды окончательно.
Ещё одна известная пьеса Дафны, «Сентябрьский прилив», была создана для актрисы Гертруды Лоуренс, сыгравшей роль Стеллы. Премьера состоялась 15 декабря 1948 года на сцене лондонского театра Aldwych Theatre и имела большой успех. Пьеса ставилась и в других театрах Великобритании. В основу сюжета лёг конфликт поколений и навязчивая страсть молодого человека к овдовевшей тёще. В связи с празднованием столетия со дня рождения Дафны дю Морье в 2007 году интерес к её творчеству вспыхнул с новой силой. Пьеса «Сентябрьский прилив», в частности, была поставлена на сцене театра Yvonne Arnaud Theatre, где главную роль сыграла британская актриса Кейт О’Мара. По мнению критиков, в частности Шейлы Коннор, в основу пьесы легли автобиографические события и личные переживания Дафны дю Морье. Автор статьи предположила, что за образом молодого зятя, влюблённого в мать своей жены, прячется сама Дафна и её одержимость Гертрудой, первой исполнительницей этой роли.

### Биографии и другие документальные произведения
Помимо романов и рассказов в жанре психологического триллера и мистического детектива Дафна дю Морье написала несколько документальных книг. В частности, её перу принадлежит несколько биографий: роман «Джеральд» (англ. Gerald) об отце писательницы, «Мери Энн» о прабабушке Дафны, Мэри Энн Кларк, которая была хозяйкой парижского литературного салона и любовницей Фредерика, герцога Йоркского. Биографическая книга об отце написана в 1934 году, когда Джеральд умер от рака в возрасте 61 года. Биография получилась удивительно откровенной, в ней Дафна рассказала о его самовлюблённости, проблемах с выпивкой, частой смене настроения, а его знаменитое очарование уступает место отталкивающему поведению и даже склонности к насилию.

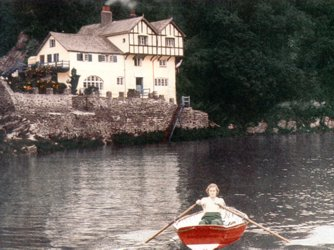
Дафна дю Морье на фоне своего дома в Феррисайде (Фоуи, 1931 год)

Одним из основных биографических трудов писательницы считается книга «Инфернальный мир Бренуэлла Бронте». Роман посвящён Патрику Бренуэллу Бронте, младшему брату Шарлотты и старшему брату Эмили и Анны Бронте. Все четверо являются авторами собственного вымышленного мира Ангрия. Бренуэлл был любимцем семьи и от него ждали больших свершений. Биографический труд, написанный Дафной дю Морье, призван дать оценку творчеству молодого Бронте, которое по мнению Дафны было незаслуженно забыто. Для написания романа писательница проштудировала большое количество материалов, писем и архивов, вела активную переписку с Обществом Бронте. Жизнью и творчеством Бренуэлла Дафна дю Морье интересовалась с ранней юности. По словам её няни «беседы о Бронте были лучшей терапией для неё». Литературные критики и знатоки творчества семьи Бронте дали неоднозначную оценку книге. В частности, Дафну дю Морье критиковали за поверхностное исследование некоторых важных событий из жизни Бронте. Так, Общество Бронте подвергло критике выводы, сделанные Дафной о причинах, заставивших Бренуэлла покинуть поместье Торп Грин (англ. Thorp Green). Тогда как имеются неоспоримые доказательства причастности к его отъезду Лидии Робинсон, Дафна настаивает в своей книге, что причиной явился конфликт с Эдмундом. Дафну дю Морье упрекнули в разыгравшемся воображении. Тем не менее, выставку рисунков Бренуэлла в Музее семьи Бронте в Хоэрте устроители назвали также, как назвала книгу о нём Дафна дю Морье — «Инфернальный мир Бренуэлла Бронте». Непростому и долгому процессу написания этой книги посвящён роман Жюстин Пикарди «Дафна».
Позднее ею было написано ещё несколько эссе об истории собственной семьи, в частности в книге «Стеклодувы» она постаралась проследить французскую линию своих предков и создала яркую картину времён Французской революции.
Отдельного упоминания достойна книга-путеводитель по Корнуоллу «Исчезающий Корнуолл», которая снабжена фотографиями окрестностей, сделанными сыном Дафны дю Морье, Кристианом. Книга охватывает все аспекты жизни этого региона: его историю, особенности, природу, анекдоты, легенды, рассказы жителей, собственные наблюдения писательницы. Именно Корнуолл стал местом действия большинства произведений Дафны. Она находилась под большим впечатлением от захватывающего пейзажа и так описывала в книге свои ощущения:

Здесь была та свобода, о которой я мечтала, о которой думала, и которой ещё не знала… Свобода писать, гулять, лазать по холмам, кататься на лодке, быть одной.
Оригинальный текст (англ.)Here was the freedom I desired, long sought-for, not yet known… Freedom to write, to walk, to wander, freedom to climb hills, to pull a boat, to be alone— Дафна дю Морье

## Отзывы
Несмотря на очевидную популярность её произведений, при жизни творчество дю Морье не получило достаточной оценки критиков. По словам самой писательницы её очень тревожило, что она не воспринимается, как серьёзный писатель, в то время, как именно таким образом она воспринимала себя. Так, по мнению книжного обозрения британской газеты The Guardian, творчество Дафны дю Морье было скептически оценено критиками в большей степени именно из-за огромной популярности её книг. По мнению критика Wall Street Journal Синтии Кроссен дю Морье столкнулась с типичным предубеждением критиков против бестселлеров. Критики долгое время считали её весьма посредственным автором. Однако в последнее время критики, фокусирующиеся на фрейдистском и юнговском подтексте её книг, вынуждены пересмотреть оценку творчества дю Морье. 

Несмотря на романтическую составляющую сюжетов многих её книг, лучшие из её романов, такие как «Джулиус», «Паразиты» и «Дом на берегу», выходят за рамки жанра и достигают мощного психологического реализма. В «Ребекке», между тем, Дафна дю Морье создаёт оригинальный виток сюжета о Золушке через виртуозный анализ наваждения и полового доминирования, которые будоражат уже несколько поколений читателей.
Оригинальный текст (англ.)Although many of her novels rely on the trappings of the formulaic romance, her best works, such as Julius, The Parasites and The House on the Strand transcend the genre to achieve a powerful psychological realism. In Rebecca, meanwhile, Du Maurier gives a unique spin to the Cinderella myth to create a masterful study of obsession and sexual dominance that has fascinated generations of readers.— The Guardian
Американский писатель и литературный критик Дэн Шнайдер опубликовал в 2004 году критическую заметку о сборнике рассказов Дафны дю Морье «Птицы и другие рассказы». Свои рассуждения о произведении он подытожил следующим образом:

Если, как и мне, имя Дафны дю Морье знакомо вам только по фильмам, снятым по её романам, вы поймёте, что она была гораздо бо́льшим — она была чертовски хорошим писателем, а эти рассказы, за одним небольшим исключением, просто отличные истории во всех смыслах литературного мастерства. Вы не пожалеете, если прочтёте их.Оригинальный текст (англ.)If, like me, Daphne Du Maurier’s name only connoted one of the films based upon her novels, you will see that she was a lot more — she was a hell of a great writer, and these are simply, with one exception, great, great short stories in every aspect of the craft. You will not regret reading them.
Профессор Нина Ауэрбах в своей книге «Дафна дю Морье — Заколдованная Наследница» так охарактеризовала писательницу:

…сложный, мощный, уникальный автор, настолько неординарный, что никакие традиции критики от формализма до феминизма, не смогут классифицировать её.Оригинальный текст (англ.)a complex, powerful, unique writer, so unorthodox that no critical tradition, from formalism to feminism, can digest her.
Британский литературный критик Джон Баркхам, на протяжении двадцати лет входивший в жюри Пулитцеровской премии, так отозвался о рассказах Дафны дю Морье:

Каждый раз мисс дю Морье тщательно продумывает всю атмосферу до того, как начинает плести свои сети. Никаких мимолётных сомнений или впечатлений: стиль хорошо продуман, повествование неторопливое, а сами рассказы являются образцами рассказов.
Оригинальный текст (англ.)In every case Miss du Maurier painstakingly creates her atmosphere before she begins spinning her web. No fleeting moods or impressions here: the style is deliberate, the pace leisurely, and the stories hold up as stories.— Джон Баркхам
О Дафне дю Морье написано много книг, и большинство из них принадлежит перу авторов-женщин. Объективно, совсем не дамская проза дю Морье вызывает огромный интерес у писательниц как в Великобритании, так и за её пределами. Журналист ирландского интернет-издания Independent Кейт Келлуэй (англ. Kate Kellaway) попыталась проанализировать этот интерес. В своей статье «Прошлой ночью мне снилось, что я вернулась в Мэндерли» автор, проанализировав высказывания коллег и критиков, приходит к выводу, что отчасти этому успеху у коллег-профессионалов способствует мастерство писательницы в создании гнетущей атмосферы, преднамеренной нерешительности повествования, но основным отмечается задумка Дафны дю Морье сделать так, чтобы её романы не оставляли читателя и после их прочтения. Нескольким произведениям, безусловно, это удалось. Кейт Келлуэй также приводит слова знаменитой британской писательницы, автора детективов, Филлис Дороти Джеймс, назвавшей «Ребекку» худшим из романов.
Стивен Кинг, признанный мастер в жанре мистического триллера, назвал роман «Ребекка» книгой, которую обязан прочитать любой автор, стремящийся к популярности. Знаменитая строчка из романа «Ребекка» использована им в качестве эпиграфа к роману «Мешок с костями» (1998 год).

## Дю Морье в художественной литературе
Английская писательница и журналист Жюстин Пикарди написала роман «Дафна», далёкий от биографических стандартов и являющийся художественным произведением. Роман посвящён Дафне дю Морье и истории создания ею биографии Бренуэлла Бронте. В романе переплетаются две сюжетные линии: собственно история написания Дафной книги о Бронте, а также не менее интересная история молодой аспирантки, пишущей диссертацию о самой Дафне.
Интересной особенностью романа можно назвать чёткие аналогии, проводимые автором с романом Дафны дю Морье «Ребекка». В частности, читателю не раскрывается имя аспирантки и повествование ведётся от первого лица. По той же аналогии со второй миссис Де Винтерс, главная героиня — сирота, вышедшая замуж за человека, вдвое старше себя.
Книга получила неоднозначную оценку в прессе. В частности, обозреватель газеты The Guardian считает, что биографическая часть книги, созданная на основе писем и интервью Дафны дю Морье, весьма впечатляющая. Что же касается вымышленной героини, аспирантки, то её образ несимпатичен. Рецензент книжного обозрения журнала The Spectator обещает всем читателям «Дафны» 400 страниц чистого удовольствия.
… я вновь обращаюсь в мыслях к Дафне Дюморье и не могу не заметить параллелей между моей жизнью и той, что вела героиня «Ребекки», сирота, вышедшая замуж за человека старше её: она вселяется в его дом и чувствует, как её преследует его первая жена (а ведь есть ещё тревожная фабула «Моей кузины Рейчел», ещё одного любимого мною романа Дюморье, но, по-видимому, здесь я несколько забегаю вперед).Жюстин Пикарди. «Дафна»

### Художественные
| Год  | Название (рус.)                            | Название (англ.)                                    | жанр              | Синопсис |
| ---- | ------------------------------------------ | --------------------------------------------------- | ----------------- | --- |
| 1931 | Дух любви                                  | The Loving Spirit                                   | роман             | Сага о четырёх поколениях семьи верфевладельцев. Повествование начинается с Джанет Кумбе, влюблённой в море. Джанет — мечтательница, она мечтает о приключениях, но вместо поиска приключений выходит замуж и занимается семьёй и домом. |
| 1932 | Прощай, молодость                          | I’ll Never Be Young Again                           | роман             | Первый роман Дафны дю Морье, повествование в котором ведётся от лица героя мужского пола. Роман рассказывает о молодом англичанине Ричарде, который в тяжёлый жизненный период знакомится с парнем по имени Джейк. Джейк помогает Ричарду, они становятся друзьями. В поисках приключений, они садятся на первый попавшийся корабль и отправляются в Европу. Их дружба становится всё крепче. Наконец, друзья прибывают в романтичный и богемный Париж, где Ричард знакомится с женщиной, которая помогает ему найти применение его творческим талантам. |
| 1933 | Путь к вершинам, или Джулиус               | Julius                                              | роман             | Главный герой романа — Джулиус Леви, выросший в бедной семье на берегу Сены сорванец, он попадает на Франко-прусскую войну. Волей судьбы он оказывается в Алжире, где познаёт тонкости мошенничества, любовных отношений и интриг. Джулиус начинает строить свою империю, становится богатым и влиятельным человеком. Единственным слабым местом в его жизни является дочь Габриэль. |
| 1936 | Трактир «Ямайка» / Таверна «Ямайка»        | Jamaica Inn                                         | роман             | Главная героиня романа — Мэри Йэлан, отправляется к своей тёте. Тётка замужем за трактирщиком, они совместно управляют трактиром «Ямайка», находящимся вдалеке от дорог. Мэри оказывается вовлечённой в цепь страшных событий, происходящих в трактире. Муж тёти оказался жестоким человеком, держащим её в страхе. Трактир никогда не открывается для посетителей и представляет собой страшное и угрюмое место. |
| 1938 | Ребекка                                    | Rebecca                                             | роман             | Основная статья — Ребекка |
| 1940 | Ребекка                                    | Rebecca                                             | пьеса             | Собственная адаптация романа для театральной постановки. |
| 1940 | Счастливого Рождества                      | Happy Christmas                                     | рассказ           | |
| 1940 | Приди дождь, приди гроза                   | Come Wind, Come Weather                             | сборник рассказов | Центральный одноимённый рассказ сборника повествует о начале Второй мировой войны и о возможной, но не случившейся попытке предотвратить её начало. Главные герои рассказа — Питер и Анна. Осенью 1939 года они были одними из первых латышей, угнанных нацистами в Польшу. |
| 1941 | Французова бухта / Французов ручей         | Frenchman’s Creek                                   | роман             | Главная героиня романа — Дона Сент-Коламб, тридцатилетняя женщина, уставшая от светской жизни, бросает Лондон и его общество. Она отправляется в уединенное местечко в Корнуоле, где знакомится с пиратом по кличке Француз. В её жизни появляется место приключениям, любви и счастью. Однако счастье не будет долгим. |
| 1943 | Голодная гора                              | Hungry Hill                                         | роман             | Драматическая история борьбы представителей старинного шотландского рода Бродриков с кланом Донованов за собственность и всё то, что принадлежит им по праву. |
| 1943 |                                            | The Years Between                                   | пьеса             | Времена Второй мировой войны. Полковника Майкла Вэнтворта объявляют погибшим. Его жена Диана вынуждена занять место мужа в парламенте. Во всех начинаниях её поддерживает сосед, Робин Льювеллин, фермер, с которым у Дианы начинаются романтические отношения. Робин также помогает Диане в воспитании её сына, обучает его рыбалке, и в конечном итоге завоёвывает его дружбу. Проходит три года, война заканчивается, и полковник возвращается домой. Его «смерть» была отвлекающим манёвром, поскольку он играл не последнюю роль в военных действиях по освобождению Европы. |
| 1946 | Королевский генерал Генерал Его Величества | The King’s General                                  | роман             | Исторический роман, повествующий о жизни Англии XVII века, когда страну лихорадило от политических и религиозных распрей. Главный герой романа — генерал Ричард Гренвил. |
| 1948 | Сентябрьский прилив                        | September Tide                                      | пьеса             | История женщины средних лет по имени Стелла, чей пасынок, молодой богемный художник, влюбляется в неё. |
| 1949 | Паразиты                                   | The Parasites                                       | роман             | Трагическая история семьи Делани, в жизни которых есть место и скандалам, и трагедиям, и веселью. Их жизнь закрыта для посторонних глаз. В центре романа Мария Делани, красивая и успешная актриса. |
| 1951 | Моя кузина Рэйчел                          | My Cousin Rachel                                    | роман             | Главный герой романа молодой человек по имени Филипп, рано осиротевший и воспитывавшийся в семье своего двоюродного брата Эмроуза. Находясь на лечении за границей, Эмроуз влюбляется и женится на девушке Рэйчел. Обуреваемый чувством ревности к брату, Филипп заочно возненавидел Рэйчел. После смерти Эмроуза, Рэйчел приезжает в поместье. Филипп очарован ею, от ненависти уже нет и следа. |
| 1952 | Яблоня                                     | The Apple Tree                                      | сборник рассказов | Центральный рассказ сборника — «Яблоня». История пожилой бездетной пары: желчная жена и уставший муж, живущие по годами заведённому порядку. Жена умирает. Оставшись в одиночестве муж начинает пересматривать весь жизненный уклад. Он старается отгородиться ото всего, что напоминает ему о жене. Особое внимание он уделяет старой яблоне, которая становится для его олицетворением всего неприятного, гнетущего. Она даже по форме напоминает ему жену. Единственный путь избавления от этого наваждения — спилить старое дерево. Здесь начинаются неприятности. |
| 1957 | Козёл отпущения                            | The Scapegoat                                       | роман             | Университетский преподаватель из Англии путешествует по Франции. Однажды он сталкивается с французом, похожим на него как две капли воды. Ему в голову приходит невероятная идея, он предлагает своему двойнику поменяться местами. Француз оказывается владельцем стеклодувной фабрики. Англичанин занимает место француза и начинает совершать одну ошибку за другой. |
| 1957 | Ранние рассказы                            | Early Stories                                       | сборник рассказов | В сборник вошли рассказы, написанные между 1927 и 1930 годами: Panic La Sainte-Vierge A Difference in Temperment Adieu Sagesse Piccadilly The Supreme Artist Angels and Arcangels Indiscretion Fairy Tale The Closing Door The Lover Leading Lady Nothing Hurts for Long The Rendezvous East Wind |
| 1957 | Синие линзы                                | The Blue Lenses                                     | сборник рассказов | Маленький фотограф Без видимых причин (No Motive) Алиби Не позже полуночи На грани Синие линзы Красавцы |
| 1961 | Замок Дор                                  | Castle Dor                                          | роман             | Роман начал свою историю как неоконченная повесть другого знаменитого английского писателя, Сэра Артура Квиллер-Кауча. Дочь писателя передала рукопись Дафне дю Морье. В основе романа знаменитая легенда о Тристане и Изольде, перенесённая писательницей в Корнуолл XIX века. |
| 1963 | «Птицы» и другие рассказы                  | The Birds and Other Stories                         | сборник рассказов | Центральный рассказ сборника, «Птицы», был впервые опубликован в 1952 году в другом сборнике Дафны дю Морье, «Яблоня». В нём рассказывается о драматической истории из жизни фермера, Нэта Хокина, и его семьи. Неожиданно они атакованы огромной стаей агрессивных птиц. Нескольких он убивает, спасая своих детей. Нэт обращает внимание, что птицы очень выносливы. Он предупреждает соседей об опасности, но на него не обращают внимание. Через некоторое время оказывается, что птицы атакуют по всей Британии. В невероятном порыве, птицы бьются о коттедж Нэта, пытаясь проникнуть внутрь. В округе начинают гибнуть люди. |
| 1965 | Полёт сокола                               | The Flight of the Falcon                            | роман             | Главный герой романа — Фабио Донати, экскурсовод. Зов прошлого заставляет его вернуться в город своего детства, Руффино. Неожиданная встреча с братом Альдо кладёт начало цепи неожиданных и трагических событий. Братья были разлучены после Второй мировой войны. При этом Фабио испытывает чувство стыда за мать, которая в годы войны встречалась с американскими и немецкими офицерами. В романе переплетаются прошлое и будущее. А также извечный драматический спор между «плохим» и «хорошим» братом. Полёт сокола единственный роман Дафны дю Морье, местом действия которого выбрана Италия. |
| 1969 | Дом на берегу                              | The House on the Strand                             | роман             | Место действия романа — Корнуолл. Время действия как современная Англия, так и XIV век. Главный герой романа, Дик Янг, которому предложили пожить в имении Килмарт, принадлежащем его другу-биофизику. Он даёт согласие своему другу быть подопытной мышью в тестировании нового препарата, изобретенного последним. Приняв препарат он понимает, что получил возможность попасть из нынешнего времени в XIV век, просто «выйдя» в средневековый пейзаж за окном. Дик привязывается к людям, с которыми встречается, и начинает принимать активное участие в их жизни. |
| 1971 | Не позже полуночи А теперь не смотри       | Not After Midnight                                  | сборник рассказов | Птицы Яблоня Маленький фотограф Доля секунды Без видимых причин Алиби Синие линзы Опасный мужчина Красавцы Пиявка Не позже полуночи На грани Крестный путь В России также выходил сборник «Монте Верита», в который вошли рассказы: Птицы Монте Верита Отец Не оглядывайся Ганимед Крёстный путь |
| 1972 | Правь, Британия!                           | Rule Britannia                                      | роман             | В названии романа использована цитата из знаменитой английской патриотической песни «Правь, Британия, морями!», написанной в 1740 году оперным композитором Томасом Арном. Главные герои романа — молодая англичанка Эмма и её большая семья, для которых, как и для большинства британцев, наступили тяжёлые времена. Великобритания рассорилась с Европейским сообществом, стоит на пороге экономического кризиса и затяжной войны. На месте старых партнёров появились новые, и страна вступила в СШСК, так называемый союз Соединённых Штатов и Соединённого Королевства. Этот роман нередко причисляют к жанру фантастики, учитывая, что действие происходит в недалёком будущем, а Великобритания подвергается оккупации со стороны США. |
| 1976 | Извилистые тропы                           | The Winding Stair: Francis Bacon, His Rise and Fall | роман             | Фрэнсис Бэкон — уникальная фигура даже для «золотого века» Англии. Его блестящий, вдохновенный ум и отношение к науке вызывают восхищение. А знаменитый афоризм Бэкона «Знание — сила» пережил века. Юрист и историк, гениальный философ, политик и государственный деятель… Кажется, список талантов Фрэнсиса Бэкона бесконечен. Впрочем, то же можно сказать и о его многочисленных завистниках, недоброжелателях. Придворные интриги, личные симпатии и неприязнь, дружба и предательство — это ли не сюжет для романа! |
| 1980 | Рандеву и другие рассказы                  | The Rendez-vous and other Stories                   | сборник рассказов | В произведение входит: Без видимых причин (Самоубийство без всяких причин/Без мотива) Паника Прирождённый артист Adieu Sagesse Сказка Рандеву Пресвятая Дева Прима Эскорт Любовник За закрытой дверью Оплошность Ангелы и архангелы Доля секунды |
| 2011 | Кукла                                      | The Doll: The Lost Short Stories                    | сборник рассказов | Восточный ветер Кукла Хвала Господу, Отцу нашему Несходство темпераментов Крушение надежд Пиккадилли Котяра Мэйзи Любая боль проходит Уик-энд Счастливая Лощина А его письма становились всё холоднее Пиявка (Прилипала) |

### Документальные
- Джеральд (англ. Gerald, 1934) — биография отца писательницы, Джеральда дю Морье
- Семья дю Морье (англ. The du Mauriers, 1937)
- Молодой Джордж дю Морье (англ. The Young George du Maurier, 1951) — биографический роман о дедушке писательницы, Джорджа дю Морье
- Мэри Энн (англ. Mary Anne, 1954) — Биографический роман о прабабушке писательницы Мэри Энн
- Инфернальный мир Бренуэлла Бронте (англ. The Infernal World of Branwell Brontë, 1960) — биография брата знаменитых сестёр Бронте Бренуэлла Бронте
- Стеклодувы (англ. The Glass-Blowers, 1963)
- Исчезающий Корнуолл (англ. Vanishing Cornwall, 1967) — книга-путеводитель по Корнуоллу
- Золотая молодежь (англ. Golden Lads, 1975) — биографическое исследование жизни Энтони Бэкона, его брата Фрэнсиса, и жизни королевского двора времён Елизаветы I
- Винтовая лестница (англ. The Winding Stairs: Francis Bacon, His Rise and Fall, 1976) — биография Фрэнсиса Бэкона
- Болезнь роста — становление писателя (англ. Growing Pains — the Shaping of a Writer, 1977) (AKA Myself When Young — the Shaping of a Writer) — автобиографический роман о литературном влиянии на неё, как на писателя
- Заколдованный Корнуолл (англ. Enchanted Cornwall, 1989) — мемуары-путеводитель по Корнуоллу

## Фильмография и иные адаптации
Все основные произведения Дафны дю Морье были не раз экранизированы. Особый интерес у кинематографистов вызвал программный роман писательницы «Ребекка», который был в общей сложности воссоздан на экране 11 раз.
- 1939 год — фильм Альфреда Хичкока по одноимённому роману «Таверна „Ямайка“»[97]. Главную роль исполнил Чарльз Лоутон.
- 1940 год — фильм Альфреда Хичкока «Ребекка» по одноимённому роману[98]. Роль Максима Де Винтера сыграл Лоренс Оливье.
- 1944 год — фильм по одноимённому роману «Французова бухта», где в главной роли появилась знаменитая Джоан Фонтейн, ранее уже снимавшаяся в фильме по роману Дафны дю Морье, «Ребекка», где она исполнила главную женскую роль[99].
- 1946 год — экранизация пьесы «The Years Between» с Майклом Редгрейвом в главной роли[100].
- 1947 год — фильм по одноимённому роману «Голодная гора». Одну из своих первых киноролей в нём сыграла британская актриса Джин Симмонс[101].
- 1947 год — телевизионный фильм «Ребекка» телекомпании BBC[102].
- 1952 год — фильм по одноимённому роману «Моя кузина Рэйчел» с Ричардом Бёртоном и Оливией де Хэвиллэнд в главных ролях[103].
- 1959 год — фильм по одноимённому роману «Козёл отпущения». Роль Джона Барратта исполнил Алек Гиннесс, а в роли графини снялась Бетт Дейвис[104].
- 1962 год — телеспектакль компании NBC «Ребекка»[105].
- 1963 год — фильм «Птицы», снятый Альфредом Хичкоком по мотивам одноимённого рассказа Дафны дю Морье[106]. Главную женскую роль исполнила Типпи Хедрен.
- 1969 год — экранизация романа «Ребекка» была создана итальянским телеканалом RAI[107].
- 1973 год — фильм Николаса Роуга по одноимённому произведению «А теперь не смотри». Главные роли сыграли Дональд Сазерленд и Джули Кристи[108].
- 1979 год — телеверсия одноимённого романа «Ребекка» телекомпании BBC. Роль Максима Де Винтерса сыграл Джереми Бретт[109].
- 1983 год — мини-сериал по одноимённому роману «Моя кузина Рэйчел» телекомпании BBC. В главной роли — Джеральдин Чаплин[110].
- 1983 год — фильм по одноимённому роману «Трактир „Ямайка“» с Джейн Сеймур в главной роли[111].
- 1994 год — сиквел фильма «Птицы» 1963 года, вышедший под названием «Птицы 2: Край земли»[112].
- 1997 год — фильм по одноимённому роману «Ребекка» — ремейк фильма А. Хичкока 1940 года[113].
- 1998 год — «Берег французского пирата» (Frenchman's Creek), Великобритания, Carlton Television. Режиссёр Фердинанд Фэрфакс, в главных ролях — Тара Фицджеральд и Энтони Делон.
- 2007 год — фильм-биография «Дафна», (Великобритания, BBC). Режиссёр Клэр Бивэн, в роли Дафны дю Морье — Джеральдин Сомервилль. Фильм основан на книге биографа писательницы Маргарет Фостер «Дафна дю Морье», где особое внимание уделено непростым взаимоотношениям писательницы с Эллен Даблдэй (Элизабет Макговерн) и Гертрудой Лоуренс (Джанет Мактир)[114].
- 2006 год — Мюзикл «Ребекка» был поставлен в Вене. С марта по декабрь 2009 года мюзикл шёл в Москве[115][116].
- 2008 год — итальянский мини-сериал «Ребекка» Риккардо Милани с Алессио Бони и Кристианой Капотонди в главных ролях[117].
- 2012 год — «Козёл отпущения», фильм по одноимённому роману. Выпущено студией Island Pictures, Великобритания. В главных ролях: Эндрю Скотт, Шеридан Смит, Джоди Мэй, Мэттью Риз.
- 2014 год — мини-сериал по одноимённому роману «Трактир „Ямайка“» с Джессикой Браун-Финдлей в главной роли.
- 2017 год — фильм «Моя кузина Рэйчел» с Рэйчел Вайс в главной роли[118].
- 2020 год — фильм «Ребекка» с Лили Джеймс и Арми Хаммером в главных ролях.